# Siegburg
Siegburg (doslova Siegský hrad) je město v Severním Porýní-Vestfálsku u soutoku Siegu s Aggerem, zhruba 10 kilometrů od Bonnu a 26 kilometrů od Kolína nad Rýnem.

## Partnerská města
- Bolesławiec, Polsko
- Guarda, Portugalsko
- Nogent-sur-Marne, Francie
- Orestiada, Řecko
- Selçuk, Turecko
- Yuzawa, Japonsko